# Голдфингер (роман)
«Голдфингер» (в другом переводе «Золотой палец») (англ. Goldfinger) — седьмой роман Яна Флеминга о приключениях британского агента Джеймса Бонда.

## Описание сюжета
В аэропорту Майами Бонд случайно встречает Дюпона. Дюпон, помнивший Бонда по истории в казино «Рояль», угощает Бонда шикарным обедом и рассказывает ему о своей проблеме. Он подозревает своего партнёра по картам, богача Аурика (Эрика) Голдфингера в мошенничестве и предлагает Бонду солидный гонорар. Бонд разоблачает Голдфингера и уезжает из Майами в компании его очаровательной помощницы, Джилл Мастертон.
Вернувшись в Лондон, Бонд получает задание: расследовать контрабандные перевозки золота из Англии в Индию. Главным подозреваемым является Голдфингер, работающий на советскую контрразведку Смерш. Бонд вновь встречается с ним, на этот раз за игрой в гольф, где ловко обращает попытку Голдфингера сжульничать против него самого и выигрывает десять тысяч долларов. Голдфингер приглашает Бонда на обед и знакомит его со своим телохранителем корейцем Оджобом, обладателем чёрного пояса в каратэ.
Получив в распоряжение автомобиль «Астон Мартин», Бонд следует по Европе за Голдфингером и Одджобом. У фабрики Голдфингера он встречает сестру Джилл, Тилли, от которой узнаёт, что Голдфингер жестоко отомстил Джилл за предательство: по его приказу Одджоб покрыл её золотой краской, и девушка умерла в муках. Охрана фабрики задерживает Бонда и Тилли;  Оджоб пытает Бонда.
Бонд приходит в себя в больнице аэропорта. Голдфингер предлагает ему и Тилли стать секретарями на секретной встрече Голдфингера с лидерами преступных банд США. Голдфингер обрисовывает перед бандитами план ограбления хранилища золотого запаса США в городе Форт Нокс. Почти все участники совещания, включая главу банды «Блестящие», и Пусси Галор, главу банды «Бетономешалки», соглашаются, Оджоб убивает отказавшегося главу детройтской мафии и его телохранителя. Голдфингер собирается добавить в водопровод Форт Нокса снотворное и взорвать двери хранилища при помощи атомной бомбы. Узнав, что вместо снотворного на самом деле будет использован сильнейший яд, Бонд выбрасывает пакет с письмом своему старому приятелю Феликсу Лейтеру.
Войдя в Форт Нокс, преступники попадают в засаду, но Голдфингеру удаётся бежать на поезде. В аэропорту Бонд попадает в ловушку Голдфингера и оказывается на борту его самолёта, набитого золотом. Самолёт летит в Россию, где у коллег Голдфингера из Смерша накопилось немало вопросов к Бонду. Агенту 007 удаётся обмануть Одджоба и разбить иллюминатор: корейца высасывает за борт. После Бонд побеждает и убивает Голдфингера и захватывает самолёт, который совершает аварийную посадку на воду, разламывается и тонет. Бонд и перешедшая на его сторону Пусси Галор спасаются.

### Одноимённая экранизация романа (1964)
Фильм Голдфингер — экранизация книги — в 1964 году стала настоящим прорывом для Шона Коннери.

## Персонажи
- Агент 007 / Джеймс Бонд — главный герой.
- Эрик (Аурик) Голдфингер — главный злодей, агент СМЕРШа.
- Пусси Галор — лидер женской банды лесбиянок «Бетономешалки».
- Кореец На Все Руки (Одджоб) — подручный Голдфингера, обладает чёрным поясом по карате. Не может говорить членораздельно из-за «заячьей губы».
- Джилл Мастертон — секретарь Голдфингера, на некоторое время стала любовницей Бонда и была умерщвлена Голдфингером.
- Тилли Мастертон — сестра Джилл, хочет отомстить Голдфингеру за смерть сестры, убита Одджобом.
- М — шеф Бонда, глава МИ-6.
- Феликс Лайтер — старый друг Бонда из ЦРУ.
- Джуниус Дюпон — богач, нанявший Бонда для разовой работы.

## Связь с кино
Снятый в 1964 году, «Голдфингер» стал эталоном Бондовского фильма, создав удачный шаблон, которому следуют почти все остальные фильмы. Отличия незначительны:
- В книге смерть Джилл не описана, Бонд лишь узнаёт о ней со слов Тилли.
- Бонд ездит на более новой модели Астон Мартина, ДБ5 (а не ДБ3).
- В фильме Голдфингер выводит из строя охрану Форт Нокса не с помощью отравленной воды, а распылив с самолётов нервно-паралитический газ.
- В книге нет сцены драки Бонда и На Все Руки в золотом хранилище — кореец погибает в самом конце: это его, а не Голдфингера высасывает в разбитый иллюминатор.
- В фильме Пусси Галор — личный пилот Голдфингера.
- В фильме Голдфингер не собирается вывозить золото из хранилища, понимая, что это невозможно будет осуществить за короткое время. Вместо этого он хочет обесценить американский золотой запас, взорвав в Форт Ноксе «грязную» атомную бомбу китайского производства.